# Syndicat national des lycées et collèges
 (décembre 2024).
 (décembre 2024).
Motif : Beaucoup trop d'autosouçage, ton souvent promotionnel, éléments non sourcés.
Le Syndicat national des lycées, collèges, écoles et du supérieur (SNALC) est un syndicat français du personnel de l'Éducation nationale et de l'enseignement supérieur.

## Idées principales
Le SNALC est un syndicat français indépendant et apolitique, fondé en 1905, représentant les enseignants des lycées, collèges, écoles et du supérieur.
Il est reconnu pour sa défense des conditions de travail des enseignants, son plaidoyer pour une revalorisation salariale sans contrepartie, et la protection du statut de fonctionnaire. Le SNALC soutient également la liberté pédagogique et milite pour une éducation exigeante avec des diplômes revalorisés, tout en défendant les disciplines d'enseignement et les concours de recrutement d'excellence comme l'agrégation. Depuis sa création, le SNALC est attaché à un enseignement efficace fondé sur la transmission des savoirs[source insuffisante] dans le respect des disciplines et de l'autorité des maîtres.
Soucieux de l'égalité républicaine, il est pour la création de parcours scolaires diversifiés et différenciés, à la mesure de la variété des projets et des aptitudes des élèves, afin de mieux prendre en compte l'hétérogénéité au sein des classes. Il préconise notamment la mise en place de parcours modulaires[source insuffisante] au sein du collège unique.
Toutefois, le SNALC s’est opposé à la mise en place de groupes de niveaux au collège, bien qu’il soit globalement favorable, sur le principe, à la différenciation des parcours scolaires et à la création de groupes homogènes pour permettre à tous les élèves de progresser. Le syndicat estime que cette réforme ne pourra être mise en œuvre efficacement sans les moyens matériels et humains adéquats : il considère que les établissements scolaires ne disposent pas des ressources nécessaires pour l'appliquer dans de bonnes conditions.

### Prises de positions particulières
Le SNALC propose une réforme détaillée de l'école[source insuffisante], du collège et du lycée[source insuffisante] fondée sur la transmission des savoirs et sur la prise en compte de la variété des personnalités des enfants.
Il semble être le seul syndicat enseignant opposé au projet de suppression des notes pour l'évaluation des élèves, ainsi que le seul à défendre l'enseignement du latin et du grec au collège et au lycée.

### Positionnement politique
Se revendiquant apolitique et indépendant, le SNALC n’est affilié à aucun parti politique et n’émet pas de consignes de vote lors des élections. Ses revendications portent principalement sur l’amélioration des conditions de travail et la revalorisation salariale sans contrepartie, ce qui a parfois été perçu comme une position proche de la gauche sociale. Par le passé, certains observateurs ont qualifié le syndicat de conservateur et classique sur le plan pédagogique, une classification qui ne correspond plus à sa ligne actuelle depuis le mandat de Jean-Rémi Girard,,,,,. Le syndicat désapprouve systématiquement les étiquetages en rappelant l'article 1 de ses statuts, c'est-à-dire son indépendance à l'égard de tous les partis politiques[source insuffisante], ce qui va de pair avec son engagement pour une école laïque et républicaine. Cela n'a toutefois pas empêché le SNALC de déclarer sa proximité technique avec le programme éducatif d'organisations politiques, comme celui de Debout la République (devenu Debout la France) ou celui du Parti de gauche de Jean-Luc Mélenchon, à l'occasion de l'élection présidentielle de 2012. Aux élections professionnelles de 2014, il reçoit, tout comme le syndicat Force ouvrière, le soutien du collectif « Racine » ; de nouveau, le SNALC réfute ce soutien.[réf. nécessaire]
À l’occasion des élections législatives anticipées de 2024, consécutives à la dissolution de l’Assemblée nationale, Jean-Rémi Girard, alors président du SNALC, déclarait à l’agence AEF que, parmi les formations politiques en lice, le Nouveau Front populaire portait des propositions particulièrement proches des revendications du syndicat, notamment en matière de défense du service public, de conditions de travail des enseignants et de revalorisation des carrières. Cette analyse, formulée dans un contexte politique exceptionnel, s’inscrivait dans une lecture programmatique des enjeux éducatifs du moment, sans remettre en cause l’indépendance du SNALC vis-à-vis de toute organisation partisane.
Depuis quelques années, le SNALC appelle plus régulièrement à la grève qu'auparavant, afin de rejoindre les luttes communes intersyndicales sur des sujets qui sont liés directement aux conditions de travail des personnels : retraites, salaires, gel du point d'indice et suppression de la GIPA.

## Historique
Lors de sa fondation le 21 avril 1905 dans la salle des fêtes du lycée Louis-le-Grand, le SNALC porte le nom de Fédération nationale des professeurs des lycées de garçons et de l’enseignement secondaire féminin. Au nom de la « valeur de l'enseignement secondaire », il s'oppose d'abord à la transformation des « professeurs adjoints » (simples bacheliers) en professeurs à part entière, ensuite à la surveillance par les professeurs des « récréations d'inter-classe », tâche jusqu'alors dévolue aux répétiteurs. Ce n'est alors qu'une association professionnelle, déclarée le 23 mai 1910 avec pour but « études relatives à l’enseignement secondaire, défense de ses membres » (voir Journal officiel du 10 juin 1910).
En 1925, le syndicalisme étant autorisé aux agents de l'État, la fédération se transforme en Syndicat national des professeurs des lycées de garçons et du personnel de l’enseignement secondaire féminin. En juin 1927, pour protester contre la situation financière des professeurs, il organise une grève du baccalauréat qui lui vaut des critiques d'une partie de la presse.
Certains membres souhaitent que le syndicat adhère à la CGT réformiste. Des consultations sont organisées en avril 1920, en avril 1933 et en mars 1934. À chaque fois, la majorité requise des deux tiers n'est pas atteinte. Ces refus provoquent une crise au sein du syndicat. Une nouvelle direction favorable à l'indépendance est mise en place. Cependant, un certain nombre d'adhérents font le choix de la double appartenance en étant à la fois membre du syndicat de la CGT voire de la CGTU.[réf. nécessaire]
En mars 1936, la réunification de la CGT modifie la situation. Le congrès de 1937 refuse une nouvelle fois l'adhésion à la CGT. Les minoritaires, favorables à l'affiliation confédérale quittent le syndicat et participent à la création du SPES (Syndicat du personnel de l'enseignement secondaire, ancêtre du SNES), au sein de la confédération. Le syndicat se transforme alors en Syndicat national des lycées, collèges et cours secondaires et interdit l'appartenance individuelle à une confédération. Avec plus de 5 000 adhérents, il est alors très majoritaire : aux élections du Conseil supérieur de l'instruction publique de 1938, il obtient 51 % des suffrages, plus de 60 % chez les professeurs agrégés. En 1938, avec l'Amicale de la magistrature et la Société des agrégés, il participe à la constitution de la Fédération nationale des corps de l’État et des cadres des administrations publiques (FNCA) qui compte, en 1938, 16 440 adhérents.
Le 15 octobre 1940, le syndicat est interdit par le régime de Vichy. Beaucoup de ses adhérents et de ses dirigeants sont prisonniers en Allemagne. À la Libération, une nouvelle tentative de rapprochement entre syndicats du second degré au sein de la CGT aboutit à la création du SNES. Le futur SNALC refuse de participer à ce processus. Il est alors devenu minoritaire (en 1956, il compte environ 2 500 adhérents).
En 1949, il adopte son sigle actuel de SNALC pour Syndicat national des lycées et collèges.
En 1954, le syndicat adhère à la Confédération générale des cadres, qu'il quitte en 1978 en raison de divergences sur la loi Haby, le SNALC s'étant opposé dès 1975 à la réforme du « collège unique ».
En 1982, une partie des responsables du SNALC décide de rejoindre les syndicats Force ouvrière qui viennent de se créer dans l'éducation nationale à partir d'une scission de la FEN. En janvier 1984, le SNALC est à l'origine de la création de la CSEN, qu'il quitte en 2019[réf. souhaitée].
Le 5 janvier 2011, François Portzer est élu président du SNALC, fonction à laquelle il succède à Bernard Kuntz, lequel quitte le SNALC le 16 mai 2011 pour rejoindre Force ouvrière.
Le 3 avril 2012, François Portzer, candidat unique, est réélu à la tête du SNALC avec 80 % des voix. Accroître la représentativité du SNALC dans le second degré et élargir son champ de syndicalisation aux professeurs des écoles, aux corps d'inspection et aux personnels de direction sont les objectifs qu'il se fixe pour les prochaines élections professionnelles[source insuffisante].
Il approuve les premières mesures d'urgence présentées au conseil des ministres par Vincent Peillon[source insuffisante]. Le 14 décembre 2012, au CSE, le SNALC vote la loi Peillon de refondation de l'école aux côtés de la CFDT, de l'UNSA et de la FCPE en raison « des nombreuses avancées positives contenues dans » ce texte mais se prononce contre la réforme des rythmes scolaires engagée dans l'enseignement primaire. François Portzer invite Vincent Peillon au congrès du SNALC d'octobre 2013 : « Il sera le premier ministre en exercice à venir à notre congrès. ».

## Organisation
Le SNALC est organisé en sections d'établissement (S1), sections départementales (S2), sections académiques (S3) et direction nationale (S4). Chacun des niveaux est chargé des relations avec les autorités correspondantes : chefs d'établissement, inspecteurs d'académie, recteurs d'académie, ministre de l’Éducation nationale.
Le Bureau national est élu en Congrès national pour quatre ans au scrutin secret et comprend vingt et une personnes, dont le président Jean-Rémi Girard.
Les instances nationales du SNALC siègent à Paris : 4, rue de Trévise (9e arrondissement), dans des locaux dont il est propriétaire. Le syndicat, qui emploie plusieurs salariés, édite La Quinzaine universitaire, dont le premier numéro remonte à septembre 1919. Sa parution est désormais mensuelle.
Le SNALC ne reçoit aucune subvention d’État. La seule aide que les pouvoirs publics accordent au SNALC consiste en heures de décharges dont le nombre est calculé, comme pour ses concurrents, en fonction de ses résultats aux élections professionnelles.
Afin de garantir une totale transparence de son fonctionnement, le SNALC fait vérifier depuis plusieurs années ses finances par un commissaire aux comptes, et publie depuis 2010/2011, conformément à la Loi dite de modernisation sociale, ses comptes au Journal officiel de la République française.

## Représentativité
Le SNALC a recueilli tous corps confondus 16 569 voix lors des élections professionnelles du 6 décembre 1993[source insuffisante], 17 579 suffrages lors du scrutin du 12 décembre 1996, puis 19 234 les 7 et 16 décembre 1999, soit un gain de 1 655 bulletins. Le 3 décembre 2002, le SNALC rassemble alors sur son nom 20 481 voix (7,86 %).
Lors des élections professionnelles du 6 décembre 2005, il a obtenu 7,65 % (19 657 voix), soit un recul de 0,21 %. Il a néanmoins conservé ses 6 commissaires paritaires nationaux : 2 professeurs de chaire supérieure, 2 professeurs agrégés, 2 professeurs certifiés, et accru son nombre de commissaires paritaires académiques ou territoriaux (titulaires ou suppléants) qui sont désormais 252 au lieu de 226.
Au scrutin du 2 décembre 2008, le SNALC obtient 20 669 voix (7,95 %) soit une progression, de 976 suffrages. Il perd cependant un siège de commissaire paritaire national pour les professeurs de chaire supérieure. Il se présente comme le 2e syndicat le plus représenté chez les professeurs du second degré.
Aux élections d'octobre 2011, le SNALC s'associe avec le SCENRAC-CFTC et la FAEN dans une liste d'« Union pour l'école républicaine ». À l'issue d'un scrutin électronique marqué par une forte abstention et de nombreux dysfonctionnements qui ont donné lieu à des recours devant le Conseil d’État, il obtient 4,72 % des suffrages, en septième position. Étant en dessous des 5 %, l'Union pour l'école républicaine, dont le SNALC est une partie, n'a aucun siège au Comité technique ministériel.
Le SNALC conserve un siège au CSE. À ce titre il prend notamment une part active à la concertation sur la Refondation de l'École de la République lancée en Sorbonne le 5 juillet 2012 par le ministre Vincent Peillon.
Il progresse en outre dans les commissions paritaires académiques (plus de 310 élus, en comptant les suppléants, et si l'on additionne les agrégés, les certifiés, les professeurs d'EPS, les professeurs de lycée professionnel (PLP) ainsi que les professeurs d’enseignement général de collège (PEGC)), où il gagne une vingtaine d'élus. Le SNALC conforte ainsi sa place de deuxième syndicat le plus représenté chez les professeurs du second degré (lycées et collèges), loin derrière la FSU qui à travers le SNES, le SNEP et le SNUEP possède plus de 1 730 élus (toujours en comptant les suppléants).
Il devance les autres organisations[source insuffisante] (SE-UNSA avec environ 250 élus, SGEN-CFDT avec environ 230 élus) qui pour certaines (FO, Sud, CGT...) ne peuvent prétendre siéger dans toutes les catégories. Néanmoins, ces élus ne comptent pas pour la représentativité syndicale, qui s'apprécie depuis 2011 sur les résultats des élections au comité technique ministériel, CTM où le SNALC n'est pas représenté.
Les élections de décembre 2014 constituent pour le SNALC un succès, puisque la liste qu'il présente au CTM de l’Éducation nationale recueille 21 152 voix (5,5 %), ce qui lui permet d'intégrer cette instance de 15 membres au détriment de SUD. Il gagne également un second siège à la CAPN des professeurs de chaires supérieure qui en compte 4, où il siège ainsi à égalité avec le SNES. Il conserve également ses deux élus à la CAPN des professeurs agrégés (où il est deuxième derrière le SNES avec 4833 voix) et à celle des professeurs certifiés (troisième derrière le SNES et FO avec 9944 voix). Il se renforce par ailleurs dans toutes les académies en augmentant son nombre d'élus chez les agrégés comme chez les certifiés (254 élus au total en comptabilisant titulaires et suppléants) et en faisant son entrée dans 6 CTA (Corse, Lille, Montpellier, Nice, Poitiers, Réunion) contre 3 en 2011 (Corse, Réunion, Strasbourg). Ainsi, avec 16 élus nationaux (en comptant les titulaires et les suppléants) et 322 élus académiques (en comptant les titulaires et suppléants siégeant en CAPA, CCP, CTA et CTSD), il confirme son rang de deuxième syndicat des collèges et lycées derrière le SNES mais loin devant ses autres concurrents (FO, UNSA, SGEN, CGT, SUD) moins bien implantés que lui chez les professeurs.
Les élections de décembre 2018 confirment la représentativité du SNALC, puisque la liste qu'il présente au CTM recueille 24817 voix (6,03 %). Le SNALC conserve donc son siège au CTM, et fait son entrée dans 3 nouveaux CTA (Amiens, Strasbourg, Versailles).

## Communication

### Activité de lobbying auprès de l'Assemblée nationale
Le SNALC est inscrit comme représentant d'intérêts auprès de l'Assemblée nationale. Le syndicat déclare à ce titre en 2013 un budget global de 1 453 243 euros, dont 9 730 euros de financement public, et indique que les coûts annuels liés aux activités directes de représentation d'intérêts auprès du Parlement sont inférieurs à 10 000 euros.